# Reino de Axum
El Reino de Axum o Aksum (en ge'ez: መንግሥተ አክሱም) o también Imperio Aksumita fue un importante reino comerciante del noreste de África entre los siglos I d. C. y VII d. C. que se expandió desde los montes de la actual región de Tigray hasta abarcar gran parte del norte de la actual Etiopía, ciertas regiones fronterizas de Sudán, la mayor parte de Eritrea y parte de la costa occidental de la península arábiga. Participó activamente en los intercambios comerciales entre la India y el mundo mediterráneo y sirvió de punto de encuentro entre el subcontinente indio y el Imperio romano. Con la caída de Roma y la expansión del Islam el reino, que había adoptado la religión cristiana, quedó aislado y entró en declive. En ocasiones se le ha confundido con el vecino reino de Saba del que se habla en la Biblia y el Corán y durante la Edad Media la tradición popular lo convirtió en el mítico reino del Preste Juan. Basándose en la identificación con el reino de Saba los sucesivos emperadores de Etiopía se consideraron descendientes del rey Salomón de Israel y reyes de Axum hasta la abolición de la monarquía en el año 1974. El recinto arqueológico de la actual ciudad de Axum fue declarado Patrimonio de la Humanidad por la Unesco en 1980.

## Historia

### Período protoaxumita

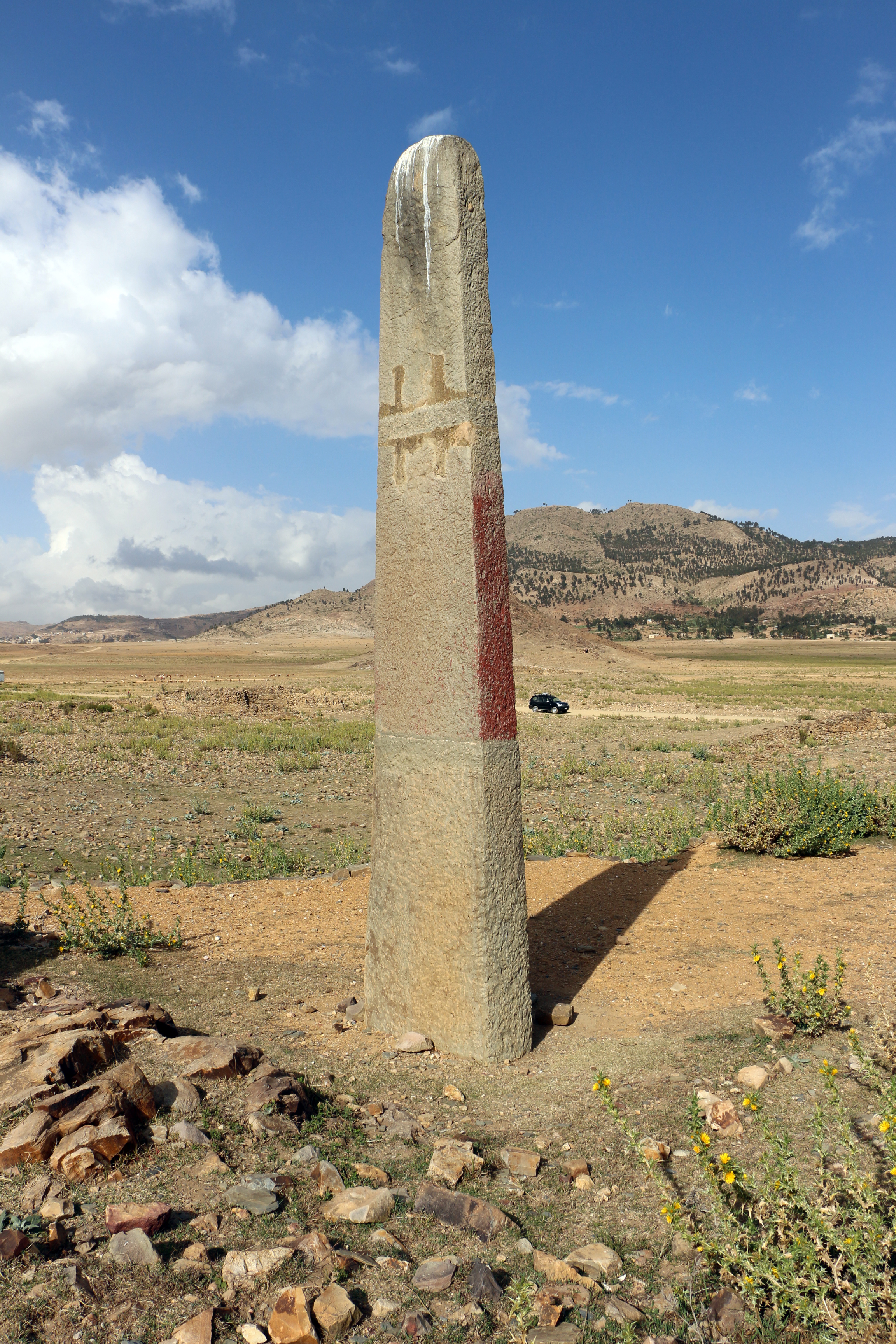
Menhir axumita cerca de Senafe.

La región estuvo habitada desde, por lo menos, el año 3000 a. C. Gracias al clima y a la orografía del altiplano etíope los habitantes pudieron desarrollar una civilización sedentaria dedicada a la agricultura que llegó a entrar en contacto con Egipto y con diversos pueblos del Sahel. A raíz de las teorías de Carlo Conti Rossini, durante casi todo el siglo XX se ha explicado la formación del estado axumita como una consecuencia de sus relaciones con los sabeos del sur de Arabia y/o con la colonización de estos. Muchos autores creían que la llegada de este grupo de semitas procedentes de la otra orilla del mar Rojo en algún momento del primer milenio a. C. y su mestizaje con los habitantes del altiplano etíope condujo al desarrollo de las relaciones comerciales con otros pueblos, como los Kush y las tribus y reinos de la península arábiga, dando lugar a la llamada civilización pre-axumita o protoaxumita.
Para Stuart Munro-Hay y otros investigadores, pueblos autóctonos como los Agaw, que inicialmente hablaban un lenguaje cushita y fueron luego semitizados, habrían desarrollado una civilización propia con anterioridad a la llegada de los sabeos. Según este autor, en la región floreció entre los siglos X y V a. C. un reino que se denominó Damot, previo a la propuesta emigración sudarábiga de los siglos V o IV a. C., cuya influencia habría estado limitada a solo algunas localidades, que podrían haber sido colonias comerciales o militares aliadas a Damot o a algún otro estado protoAxumita.
Las reconstrucciones lingüísticas parecen indicar que grupos humanos que hablaban una lengua semítica meridional se establecieron en este territorio, ocupado entonces por una población cushita, mucho antes del segundo cuarto del I milenio a. C., como se había mantenido hasta ahora. Según Andrew Kitchen las lenguas etiópicas o afrosemíticas fueron introducidas en los altiplanos del cuerno de África desde la península arábiga hace alrededor de 2850 años, acontecimiento que Christopher Ehret sugiere que estuvo asociado con el establecimiento de una de las primeras sociedades complejas locales. Pero Munro-Hay y otros están convencidos de que el ge'ez, la antigua lengua semítica de Etiopía y Eritrea, no proviene del sabeo y de que hay evidencias que muestran que en la zona se hablaban ya idiomas etiópicos por lo menos hacia el 2000 a. C. En opinión de David W. Phillipson, las evidencias epigráficas y arqueológicas demostrarían que buena parte de los avances atribuidos a orígenes asiáticos son en realidad africanos y que la importancia real de los intercambios entre ambos continentes ha sido exagerada.
Durante este periodo formativo emergieron una serie de pequeños reinos en la zona, como Damot, cuya supuesta capital algunos autores creen que era Yeha. Estos reinos preaxumitas coexistieron durante varios siglos y a pesar de ser entidades políticas diferentes compartían rasgos culturales y religiosos comunes: practicaban la agricultura de secano, hablaban sabeo y/o ge'ez y parte de su cultura tenía componentes asiáticos (especialmente evidente en la elaboración de bajorrelieves, por ejemplo, o en los altares dedicados a divinidades como Astar o Mahrem). Estas entidades políticas se vieron envueltas en una escalada bélica a múltiples bandas.

### Emergencia y apogeo

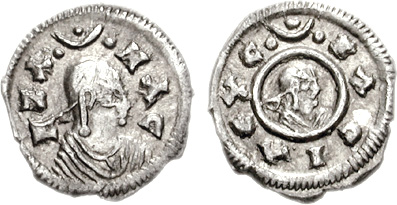
Moneda axumita precristiana con la imagen del rey Ezana y los símbolos solar y lunar.

La emergencia del estado axumita se produjo gradualmente a partir del comienzo del I milenio d. C., coincidiendo con el traslado del asentamiento protoaxumita de Beta Giyorgis al valle situado entre esta colina y la de Mai Qoho, donde se creó y desarrolló rápidamente el núcleo urbano que se denominaría Axum. El cambio permitió cultivar mejores extensiones de tierra y mantener mayores cantidades de ganado. La riqueza generada por el comercio de marfil debió contribuir en buena medida a su prosperidad. El soberano de Axum se hacía llamar "rey de reyes", habiendo constancia de al menos dos pequeños reinos que durante los siglos I al III d. C. formaban parte del área de hegemonía axumita. Parece ser que a partir de la segunda mitad del siglo III comenzó la expansión territorial del reino, ligada a empresas militares y al comercio a larga distancia, que en el siglo IV estaba ya consolidada.
En el siglo III, Axum comenzó a interferir en el sur de Arabia, controlando en ocasiones el oeste de la región de Tihama, entre otras. A finales de siglo comenzó a acuñar su propia moneda. Durante el reinado de Ezana se mencionan diferentes pueblos y reinos periféricos sometidos a impuestos y/o a represalias por parte de los axumitas: los beja, kasu (probablemente Kush), afan o awan, agwezat, gabaz y otros.
El profeta Mani lo consideraba como uno de los cuatro estados más poderosos del mundo junto al Imperio sasánida, el Imperio romano y China. En 325 o 328, bajo el rey Ezana, fue el segundo estado, después de Armenia, en convertirse al cristianismo y el primero en usar la imagen de la cruz en sus monedas. El cristianismo fue introducido allí por el monje sirio Frumencio.

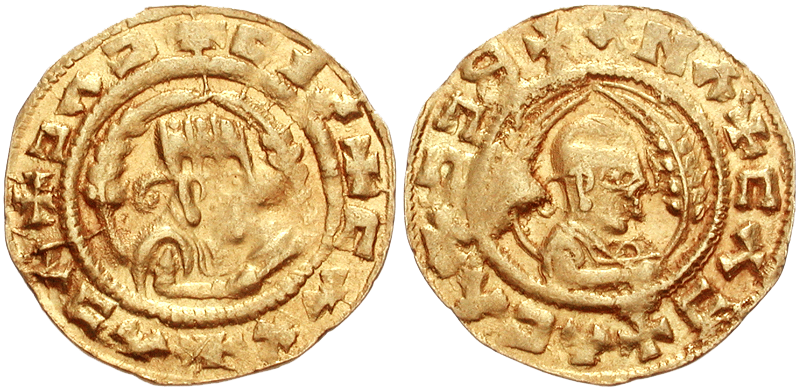
Moneda axumita de oro de época cristiana con la imagen del rey Ebana y el símbolo de la cruz.

A mediados del siglo IV, bajo el mando del Ezana cristiano, se puso en marcha una expedición militar con destino a Meroe. Como consecuencia, Meroe se hundió, de sus cenizas nacieron tres frágiles reinos y la región pasó a estar bajo la influencia de Axum.
En el siglo V d. C. se pusieron en marcha más expediciones militares para hacerse con el control del puerto de Suakin (Sudán), por un lado, y por otro, para someter a los beja de la región de Saaxil, Somalilandia, con la intención de acabar con los ataques a las caravanas que atravesaban la región.
En su momento de mayor esplendor, Axum controlaba el norte de Etiopía, Eritrea, el norte de Sudán, Yibuti, el oeste de Somalilandia y Yemen. Tras una segunda edad de oro a inicios del siglo VI, el reino comenzó a decaer, cesando de acuñar monedas a inicios del siglo VII.

### Decadencia
La economía de Axum comenzó a decaer a mediados del siglo VI: la población de la capital disminuyó abruptamente, las canteras fueron abandonadas, la calidad y cantidad de la moneda se redujo y dejaron de mantenerse los edificios y monumentos no religiosos. El control sobre la navegación en el mar Rojo fue entorpecido a partir del 570, primero por los persas, que conquistaron el Himyar y poco después por la expansión de los árabes. Durante la primera mitad del siglo VII Axum perdió su calidad de centro político, que se trasladó a las tierras altas del este del Tigray. En esta zona, al contrario que en el área axumita, la densidad y prosperidad de los asentamientos aumentó, así como la de los edificios religiosos, como las iglesias excavadas en la roca de Hawzien.
Las leyendas etíopes cuentan que una reina judía llamada Yodit (Judith) o "Gudit" (un juego de palabras en torno a que "Yodit" significa "diablo") derrotó el reino y quemó sus iglesias y libros, pero su existencia ha sido cuestionada por varios autores modernos.
Otra posibilidad es que el poder de Axum fuera derrocado por una reina pagana del sur llamada Bani al-Hamwiyah, quizás de la tribu al-Damutah o Damoti (Sidama). Lo que se sabe con certeza es que las relaciones entre Axum y el naciente Islam fueron pacíficas en tiempos del Califato Ortodoxo, pero más adelante las relaciones se enfriaron y Axum tuvo que ceder sus territorios en la península arábiga y parte de la costa de Eritrea, con lo que perdió su supremacía y entró en decadencia.
Como consecuencia del declive del poder político en el este del Tigray, una nueva fuerza establecida en la actual región de Amhara, ocupó su espacio: la dinastía Zagüe, con capital cerca de Lalibela, reivindicó su ascendencia axumita hasta que cerca del 1270 fueron reemplazados por la dinastía salomónica, que también se proclamó descendiente de la realeza axumita, así como de Salomón y la reina de Saba, manteniéndose en el poder de forma casi ininterrumpida durante más de setecientos años, hasta 1974.

## Geografía
En su momento de mayor esplendor, el reino abarcó territorios que hoy pertenecen a cuatro países de África (Etiopía, Eritrea, Sudán, Yibuti) y dos de Asia (Yemen y Arabia Saudita). Un total de 1,25 millones de kilómetros cuadrados. Axum, su capital, hoy forma parte de Etiopía.
En sus momentos culminantes, el reino de Axum se extendió sobre buena parte de la actual Eritrea, el norte de Etiopía, Yibuti, norte de Somalia, este de Sudán y Yemen. La capital fue la ciudad de Aksum o Axum, actualmente situada en el norte de Etiopía. Otras ciudades importantes eran Yeha, Hawulti, Matará o Metahara, Qohaito y Adulis, las tres últimas situadas en la actual Eritrea.

## Sociedad
Los axumitas eran una mezcla de gentes que hablaban lenguas cusitas y semíticas de Etiopía y el sur de la península arábiga.
Los reyes axumitas tenían el título oficial de ngś ngśt - Rey de Reyes (en Ge'ez, nigūśa nagaśt y en etíope moderno nigūse negest). Los reyes axumitas remontaban su linaje a los reyes de Israel David, Salomón y la Reina de Saba. La herencia real y el título fueron reclamados y usados por todos los emperadores de Etiopía.

## Economía y relaciones externas

Axum y el sur de Arabia en el.

Axum comerciaba con la India y el Imperio romano (más tarde Imperio bizantino), exportando pieles, caparazones de tortuga, cuernos de rinoceronte, obsidiana, resinas aromáticas, marfil, carey, oro y gemas, e importando seda y especias. El acceso de Axum tanto al mar Rojo como al Alto Nilo hizo posible que tuviera una potente flota naval y se benefició del comercio con varios estados africanos (Nubia), árabes (Yemen) e indios.
Del comercio marítimo con Somalia y el sur de Etiopía se conseguía incienso, especias, canela y cálamo, que más tarde eran nuevamente intercambiados hasta llegar a su destino final, India y Persia. Algunos de los bienes que se adquirían en Somalia para consumo interno eran bueyes, sal y hierro.
Fue la primera entidad política africana que produjo sus propias monedas. Desde el reinado de Endubis hasta Armah (aproximadamente del 270 al 610) se elaboraron monedas de oro, plata y bronce. La acuñación de moneda era un acto de gran importancia en épocas antiguas pues proclamaba que el reino de Axum se consideraba igual de importante que sus vecinos. La presencia de monedas además simplificaba el comercio y era a la vez un importante y útil medio de propaganda y una fuente de ingresos para el reino.
En el siglo III, Axum estableció varios estados tributarios en la península arábiga, a lo largo de la costa del mar Rojo, y conquistó el norte de Etiopía. Hacia el 350 conquistó el Reino de Kush.
Axum se mantuvo como un fuerte imperio y como una potencia comercial hasta el ascenso del Islam en el siglo VII. Sin embargo, debido a que los axumitas habían protegido a los primeros seguidores de Mahoma, los musulmanes no intentaron tomar Axum mientras se extendían por África. De todas formas, en el 640, el califa Omar envió una expedición naval contra Adulis al mando de Alkama bin Mujazziz, pero fue derrotada.
El poder naval de Axum también declinó durante este período, aunque en el 702 piratas axumitas pudieron invadir el Hiyaz y ocupar Jeddah. En contrapartida, Sulayman ibn Abd al-Malik pudo tomar el archipiélago Dahlak a Axum, que se hizo musulmán desde este momento, aunque fue recuperado posteriormente en el siglo IX y prestó vasallaje al emperador de Etiopía.
El Imperio islámico tomó, finalmente, el control del mar Rojo y de gran parte del río Nilo, forzando el aislamiento económico de Axum. Sin embargo, mantuvo buenas relaciones con todos sus vecinos musulmanes. Dos estados cristianos al noroeste de Axum (en el actual Sudán), Maqurra y Alwa, sobrevivieron hasta el siglo XIII cuando fueron forzados por los musulmanes a convertirse al islam. Axum, sin embargo, se mantuvo al margen de los movimientos islámicos en África.

## Restos arqueológicos

### El parque de las estelas y Santa María de Sion
Desde la plaza central, presidida por un enorme sicomoro, caminamos hacia el parque de las estelas por una avenida adoquinada. A nuestra derecha, en una pradera, yacen los restos de varios tronos ceremoniales, tallados en granito y otras piedras resistentes para conmemorar las hazañas de los reyes axumitas. Al fondo, dominando una gran plaza, se alzan las estelas que dan fama a la ciudad.

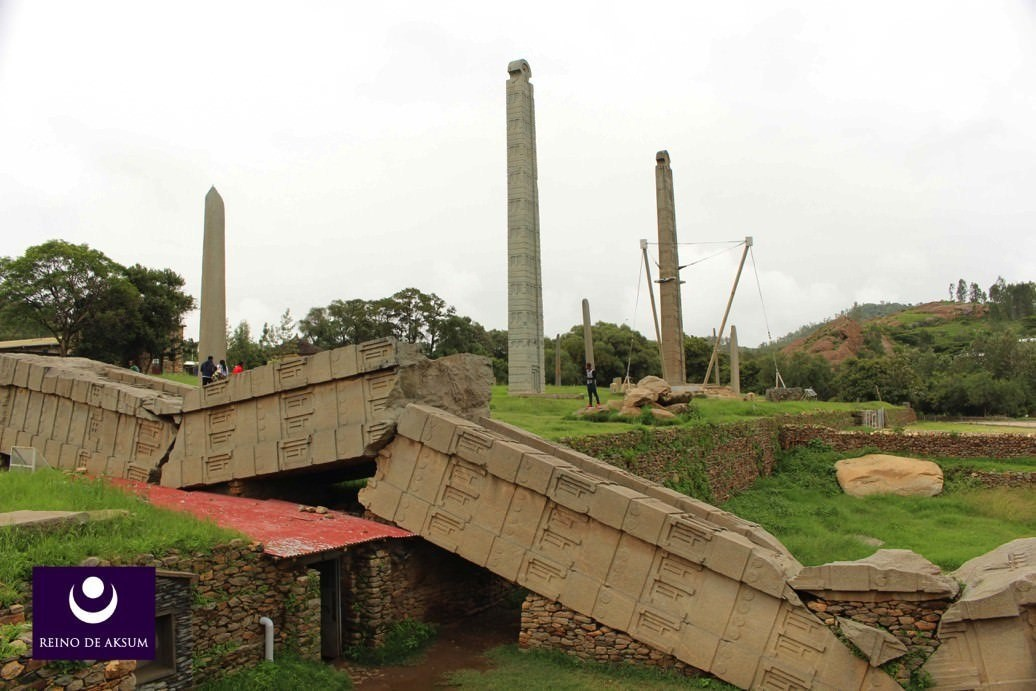
Parque de las Estelas Reino de Axum

Las estelas más altas y elaboradas marcaban los lugares de enterramiento de la realeza. Sin embargo, no se han encontrado inscripciones que nos indiquen a qué reyes pertenecían exactamente. De las varias decenas de estelas, las más importantes son tres, datadas hacia el siglo III y talladas en granito. La estela número 1, de 33 metros de alto y 517 toneladas de peso, yace rota en el suelo, rompiéndose probablemente cuando estaba siendo erigida. Tallada en sus cuatro lados representando un palacio de varias plantas, es más alta que cualquier obelisco egipcio. A su lado se han encontrado los restos de un gran edificio funerario subterráneo, bautizado como el Mausoleo.
La estela 2, llamada de Ezana, con 24 metros de altura, fue llevada por los italianos en 1937 como trofeo a Roma, siendo devuelta a Etiopía en 2008. Por último, la número 3, la única que se ha mantenido siempre en pie, mide 21 metros y no está tallada en su cara posterior, siendo probablemente la más antigua de todas ellas. Cerca de las estelas podemos visitar otros sitios de interés, como el museo arqueológico o las tumbas de la Puerta Falsa y de los Arcos de Ladrillo.
Frente a las estelas, en la misma plaza, se encuentra la iglesia de Santa María de Sion, distinguible por su gran cúpula de estilo neobizantino. Construida por Haile Selassie en la década de los 60, es el mayor templo cristiano de Etiopía. No en vano, sustituye como catedral a la más modesta iglesia original, ubicada en el recinto llamado “el monasterio”, vetado a las mujeres. Tanto la iglesia nueva como la vieja, junto con la capilla de las Tablas, forman el recinto más sagrado de la iglesia etíope.
Y es que la iglesia antigua de Santa María de Sion ocupa el lugar de un templo mucho mayor construido por el rey Ezana en el siglo IV, probablemente la primera iglesia cristiana del país. Desde su fundación funcionó como sede del abuna, el único obispo consagrado por Alejandría y máxima autoridad de la ortodoxia tewahedo, que hoy reside en Addis. El templo actual es mucho más modesto en dimensiones que el original, ya que fue destruido dos veces, por la reina Gudit en el 980 y durante la yihad de Ahmad ibn Ibrihim al-Ghazi (1529-1543), y reconstruido por el emperador Fasilides en el siglo XVII.

### El Arca de la Alianza

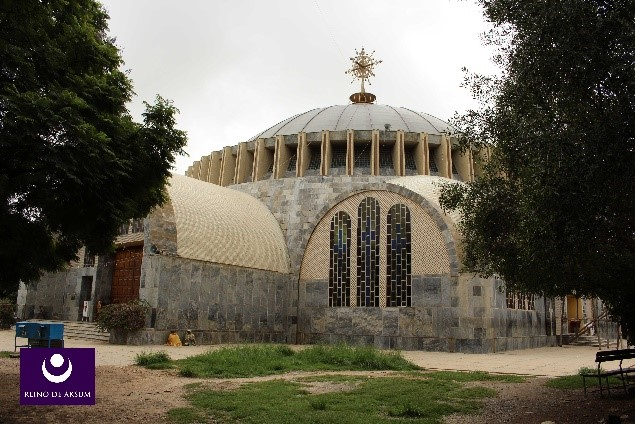
Iglesia Santa María de Sion.

Detrás de la iglesia antigua, observamos dos pequeñas capillas cupuladas. La primera, de color verde, tiene un aspecto avejentado y se dice que en su interior se guarda el Arca de la Alianza; a su lado, otra capilla nueva de cúpula dorada espera su turno como nuevo refugio de la reliquia.
Una leyenda que trata la razón por la que ésta fue trasladada de Jerusalén a Axum, dice que fue Menelik I, primer emperador de Etiopía y fruto del breve romance entre Salomón y la reina de Saba, quien se la robó a su padre cuando le visitó una vez cumplida su mayoría de edad. Los israelitas no pudieron alcanzar a los ladrones, ya que el Arca deseaba abandonar Jerusalén e instalarse en Axum, lo que les permitió viajar a gran velocidad. Desde entonces, según la tradición, el Arca permanece custodiada en su capilla, sin que nadie más que el guardián pueda entrar en ella. Esto es más un mito que una realidad, ya que en el siglo X a. C., que es cuando esta historia supuestamente tuvo lugar, ni siquiera había asentamientos sabeos en la región.

### Los restos arqueológicos del norte y Abba Pantalewon

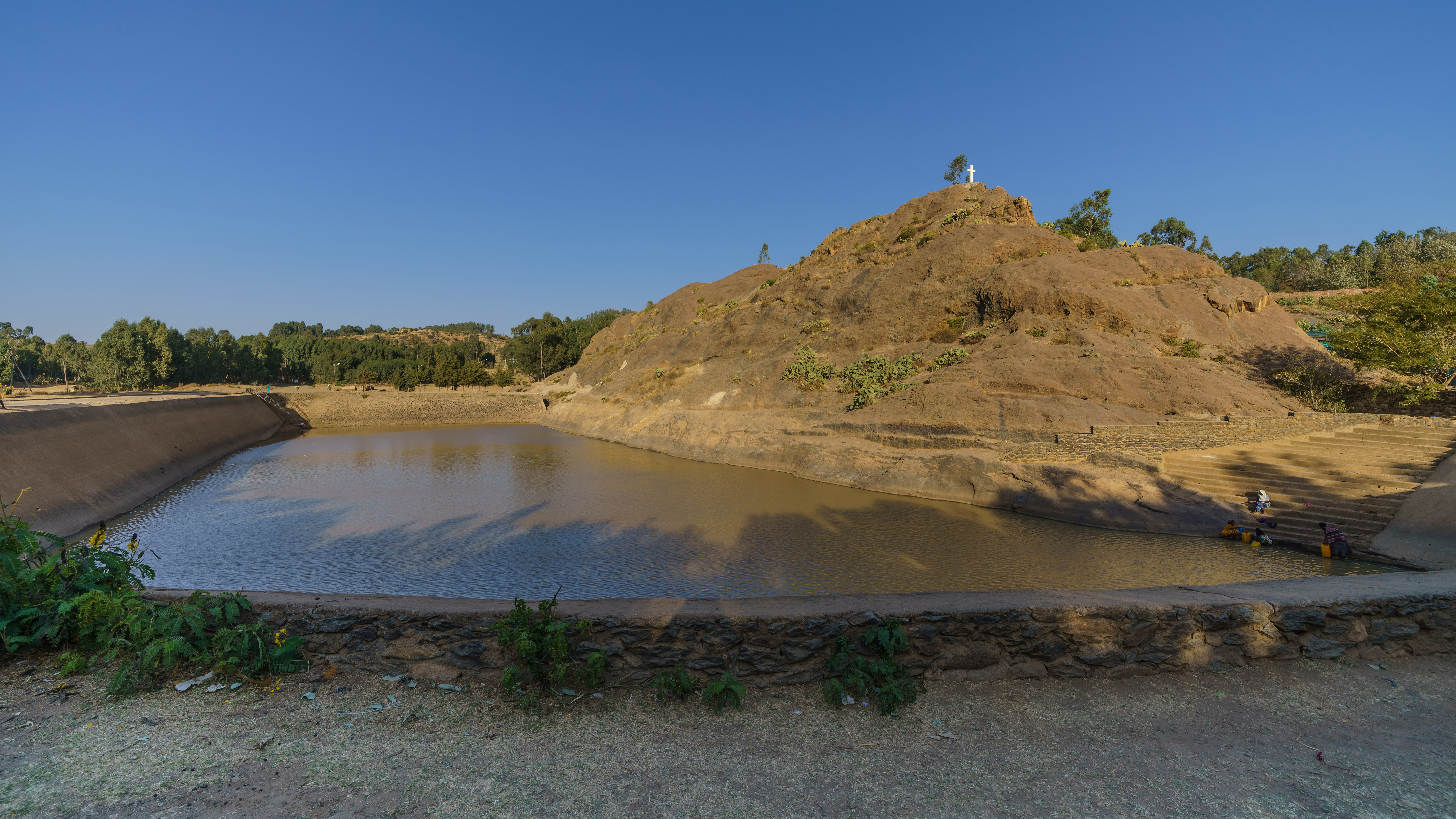
Baños de la reina de Saba

Volviendo al campo de estelas, conviene perderse por el bonito parque que, a orillas del torrente Mai Hejja, nos lleva hacia las afueras de la ciudad por su parte norte. El jardín está lleno de estelas ya no tan espectaculares como las reales, pero que crean un conjunto pintoresco. Una de ellas dice que muestra al Arca de la Alianza –aunque en realidad parece más bien un edículo de aspecto grecorromano- y la usan como evidencia de que el Arca está realmente en la ciudad.
Cerca de allí hay un gran estanque artificial, el Mai Shum, al que se le conoce con el poético nombre de los Baños de la reina de Saba. Excavado en época axumita, fue ampliado en los siglos siguientes y, según cierta teoría, es el estanque que da nombre a la ciudad (Ak-Shum significaría “jefe del agua”). Merece la pena subir la cuesta que nos lleva al decadente hotel Yeha, que tiene unas vistas espectaculares sobre el campo de estelas (y podremos ver los numerosos monos que habitan la zona).

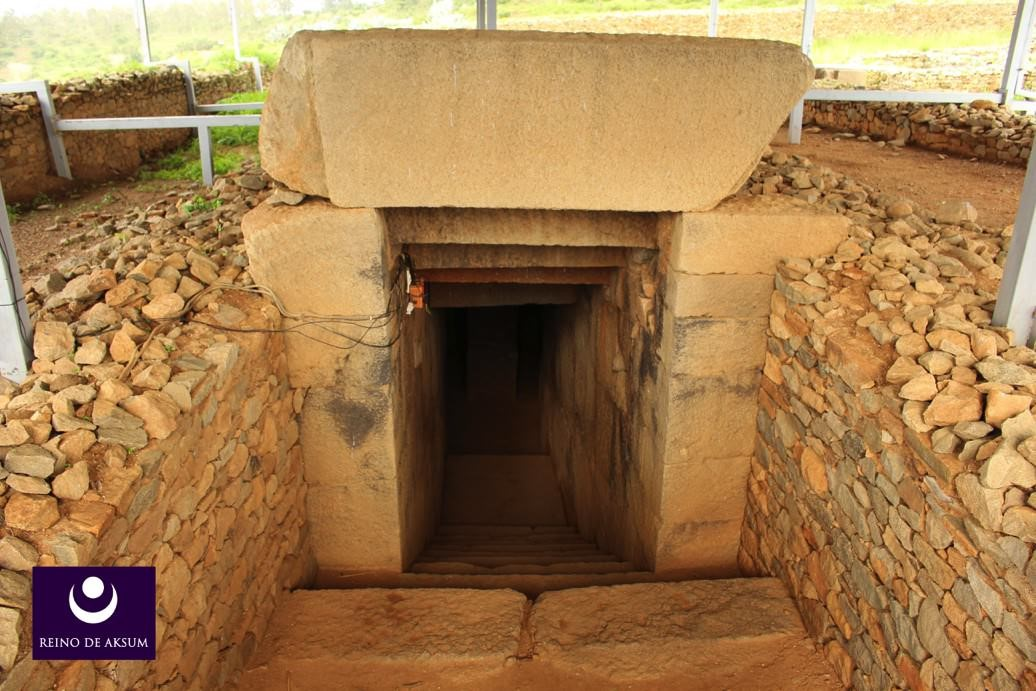
Tumba de Gebre Meskel

A escasos 300 metros del Mai Shum, encontramos una humilde caseta donde se esconde una de las inscripciones trilingües del rey Ezana. Tallada a comienzos del siglo IV, conmemora la victoria de Axum sobre los beja en tres lenguas: griego, sabeo y ge’ez. Data del período pagano de Ezana, anterior a su conversión al cristianismo hacia el 340, ya que está dedicada al dios de la guerra, Mahrem.
Aún más a las afueras de la ciudad, todavía encontramos más restos arqueológicos, mostrando que el tamaño de la Axum antigua era mucho mayor que el de la actual. A dos kilómetros del campo de estelas, se hallan las tumbas de los reyes Kaleb y Gebre Meskel, quienes gobernaron en el siglo VI. Se trata de dos buenos ejemplos de arquitectura axumita, destacando el trabajo de la piedra en ambas. Originalmente, fueron concebidas como criptas funerarias de los edificios gemelos que se alzaban sobre ellas, tradicionalmente considerados bien iglesias, bien palacios.

## Patrimonio de la humanidad
El 8 de julio del 2017 la UNESCO incluía la arquitectura modernista de Asmara, la capital eritrea, en su prestigioso listado de lugares Patrimonio de la Humanidad. Considerado el mayor conjunto modernista de África, todos los edificios incluidos fueron construidos en la etapa en que la ciudad fue el corazón de la colonia italiana de Eritrea.

## Cultura

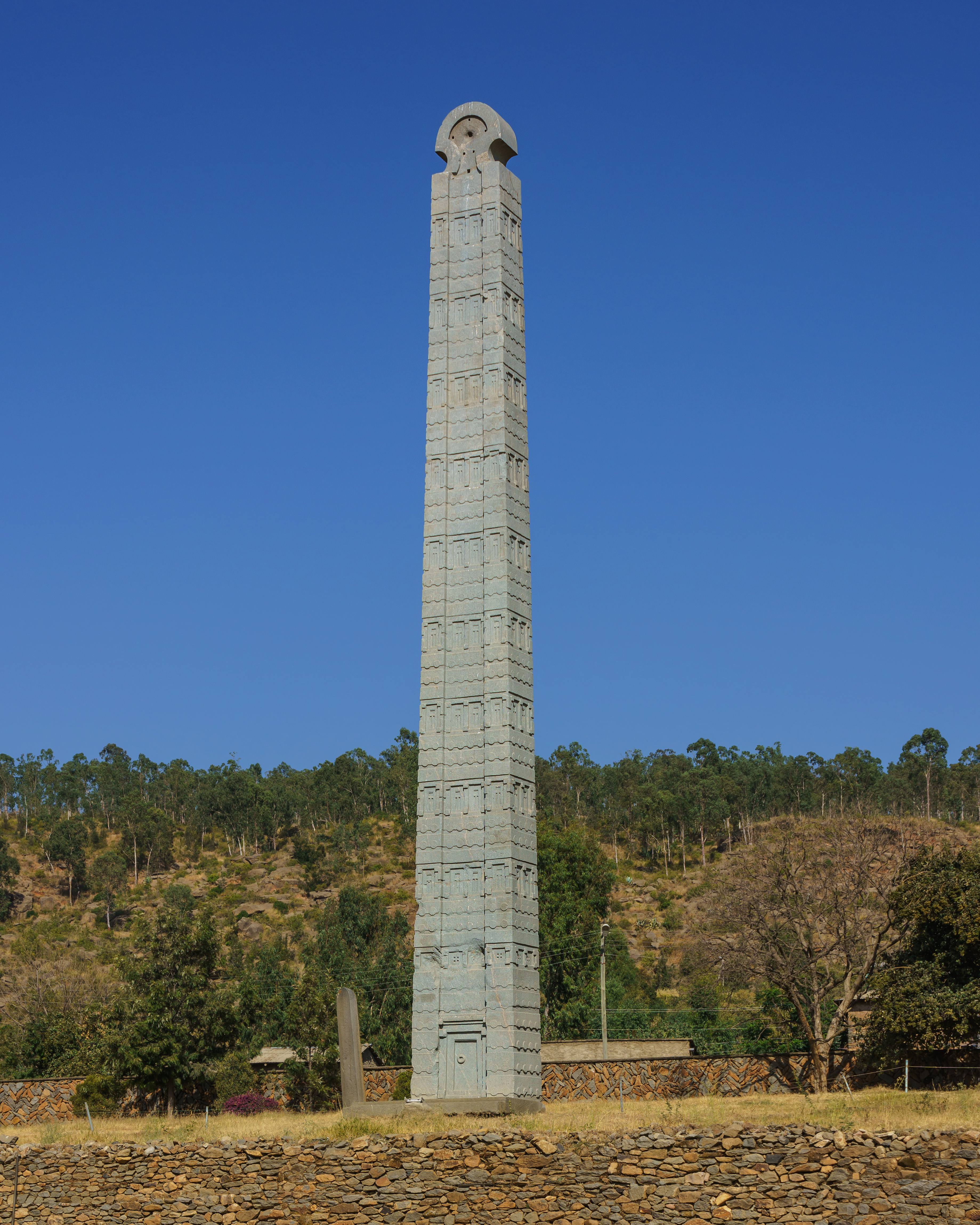
Obelisco de Axum, símbolo de la civilización axumita.

El reino de Axum sobresale por sus logros culturales, como el desarrollo de su propio alfabeto ge'ez. Además, en los momentos iniciales del reino, en torno a los siglos III y IV, se construyeron gigantescos obeliscos para señalar las tumbas subterráneas de los reyes (y algunos nobles, el más famoso de los cuales es el Obelisco de Axum).
Bajo el rey Ezana, en torno al 325, el reino adoptó el cristianismo en lugar de su religión original y del judaísmo. La iglesia Etíope ha llegado hasta nuestros días. Tras el cisma con Roma tras el concilio de Calcedonia (451), ha sido una importante iglesia monofisita, y sus escrituras y liturgia aún están escritas en Ge'ez. La cristiandad de Axum puede ser uno de los pilares de la leyenda del Preste Juan
Una historia recogida por Rufino dice que en su tiempo un chico extranjero llamado Frumentio fue hecho esclavo de la corte real, y más tarde fue tutor de los hijos del rey. Cuando murió el rey, la reina pidió que ayudara a gobernar Axum. Frumentio accedió, rechazó la libertad y se quedó hasta que el hijo de la reina, Ezana, fue lo suficientemente adulto para gobernar. Frumentio fundó muchas iglesias cristianas y cuando Ezana llegó a ser rey hizo del cristianismo la religión oficial de Axum.[9]
El reino de Axum fue un estado cosmopolita e importante culturalmente. Fue un lugar de encuentro de culturas varias: egipcia, sudánica, árabe e india. Las mayores ciudades de Axum tenían minorías sabeas, judías, nubias, cristianas e, incluso, budistas.
También fue la primera entidad política africana que produjo sus propias monedas. Desde el reinado de Endubis hasta Armah (aproximadamente del 270 al 610) se elaboraron monedas de oro, plata y bronce. La acuñación de moneda era un acto de gran importancia en épocas antiguas pues proclamaba que el reino de Axum se consideraba igual de importante que sus vecinos. La presencia de monedas además simplificaba el comercio y era a la vez un importante y útil medio de propaganda y una fuente de ingresos para el reino.

### Arquitectura y escultura
Los más importantes ejemplos de arquitectura y escultura etíope son las iglesias talladas en la roca de Lalibela y el obelisco de Axum. Hay muchos otros ejemplos de arquitectura civil y religiosa en piedra y en materiales perecederos. 
La arquitectura cristiana estuvo influida parcialmente por la del reino de Axum. Los primeros monumentos tallados en roca datan de los siglos VII al X. Aparecen inicialmente en la provincia de Tigré, donde entre los siglos X y XII se construye una gran iglesia funeraria de planta cruciforme dedicada a los reyes Abreha y Atsbeha. El conjunto más importante es del de Lalibela, donde Gebre Mesqel hace tallar en el siglo XIII un extraordinario conjunto de iglesias monolíticas. Las iglesias construidas de modo convencional suelen tener forma octogonal.

### Literatura
Bajo el rey Ezana, en torno al 325, el reino adoptó el cristianismo. La iglesia etíope ha llegado hasta nuestros días, si bien dependió del patriarcado de Alejandría hasta 1951. Desde el cisma con Roma tras el concilio de Calcedonia (451), ha sido una importante iglesia monofisita, y su literatura religiosa aún está escrita en ge'ez, lengua con la que se llevan a cabo las liturgias. Este puede ser uno de los pilares de la leyenda del Preste Juan.
Una historia recogida por Rufino dice que en su tiempo un chico extranjero llamado Frumencio fue hecho esclavo de la corte real, y más tarde fue tutor de los hijos del rey. Cuando murió el rey, la reina pidió que ayudara a gobernar Axum. Frumencio accedió, rechazó la libertad y se quedó hasta que el hijo de la reina, Ezana, fue lo suficientemente adulto para gobernar. Sin embargo, lo que conocemos a ciencia cierta es que Frumencio era un monje proveniente de la ciudad de Tiro, en el actual Líbano. Difundió el cristianismo, fundó misiones y logró que Ezana, ya convertido en rey, hiciese del cristianismo la religión oficial de Axum. Finalmente, Frumencio fue consagrado obispo de Etiopía por parte del Patriarca de Alejandría con el nombre de Abba Selama o Padre de la Paz.

## Lista de reyes de Axum

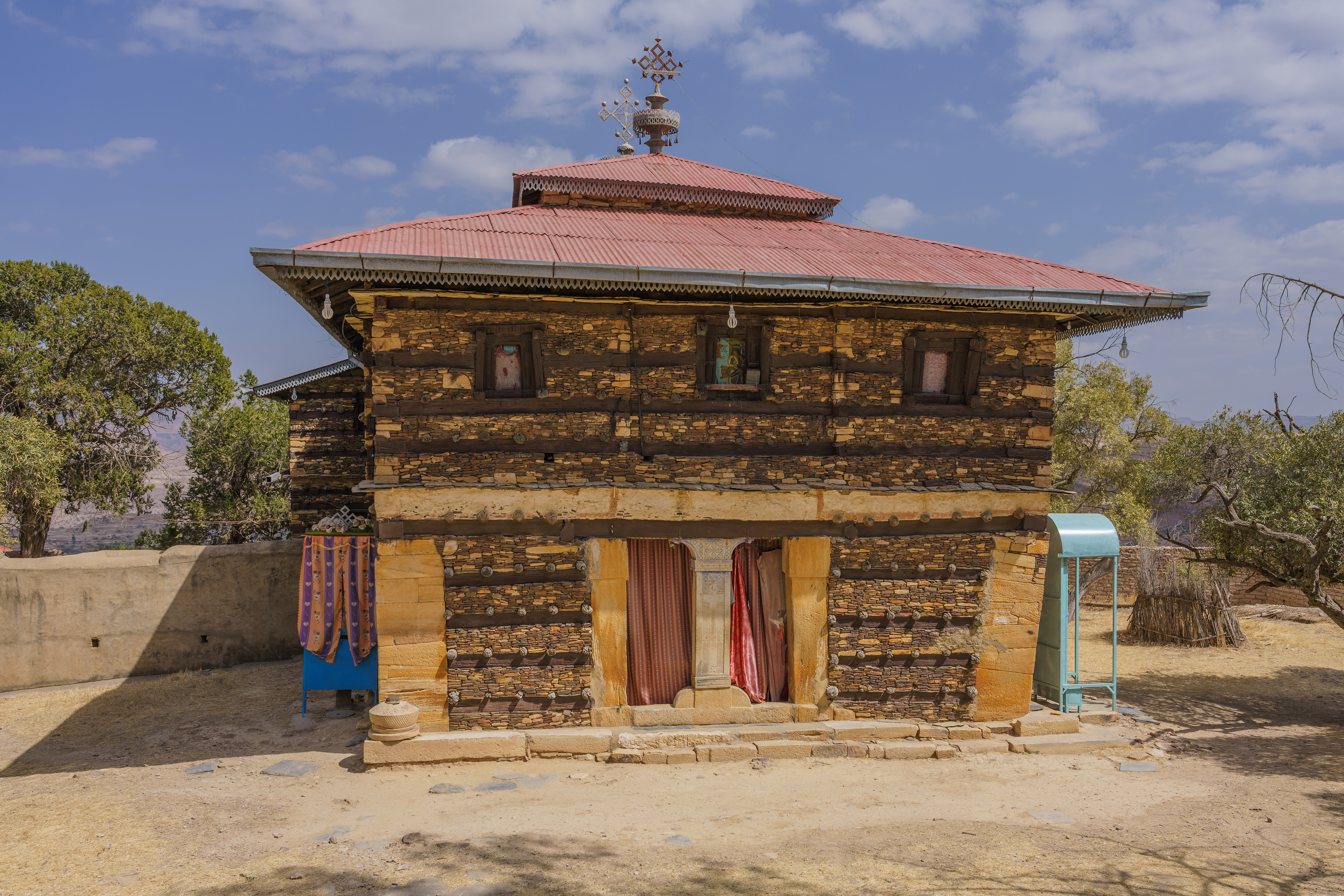
Arquitectura típica de Aksum - Monasterio de Debre Damo.

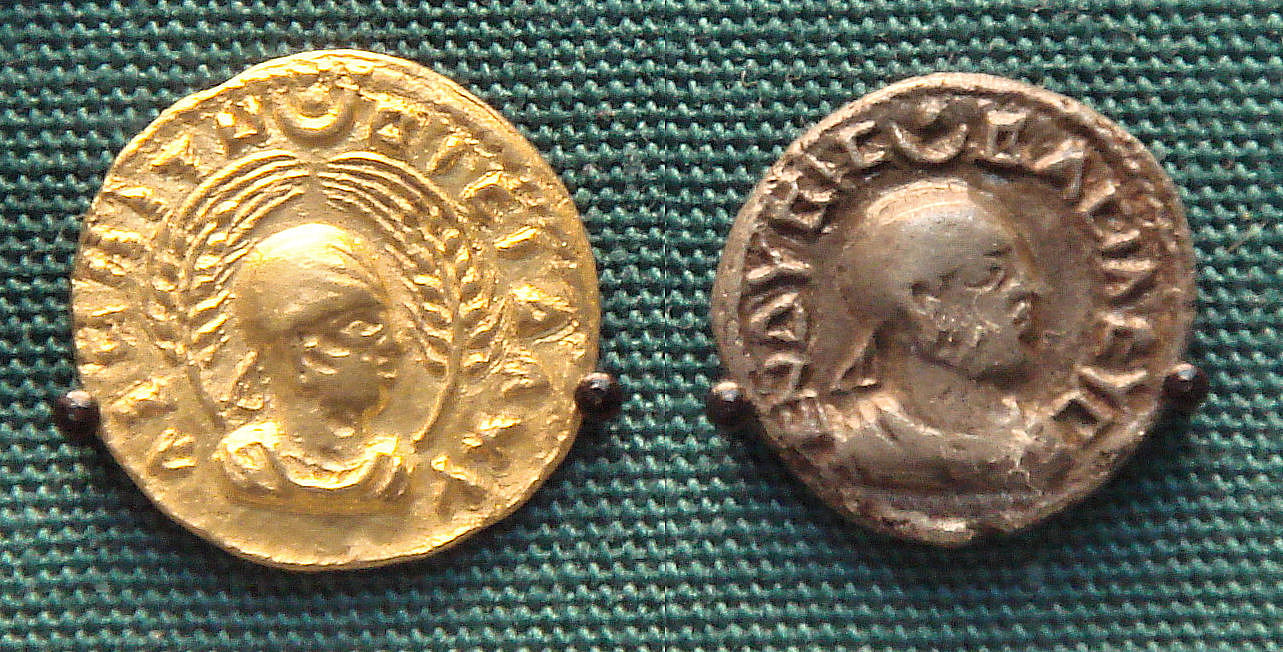
Monedas del rey Endubis.

- Zoskales (100 d. C.)
- Gadarat (¿?)
- Adhebah (230-240)
- Sembrouthes (¿?)
- Endubis (270-300)
- Aphilas (305)
- Wazeba (¿?)
- Ousanas (¿?-320)
- Ezana (321-360)
- Mehadeyis (360)
- Ouazebas (¿?)
- Eon (400)
- Ebana (¿?)
- Nezool (¿?)
- Ousas (500)
- Kaleb (¿?)
- Alla Amidas (540)
- Wazena (¿?)
- Wa'zeb (¿?)
- Ioel (¿?)
- Hataz (575)
- Saifu (577)
- Israel (590)
- Gersem (600)
- Armah (614)
- Dil Na'od (915)